# Jean-Baptiste-Joseph Boulliot
Jean-Baptiste-Joseph Boulliot est un ecclésiastique et historien français. Né à Philippeville le 3 mars 1750, il est mort le 30 août 1833 à Saint-Germain-en-Laye. 

## Biographie
Il fit ses études au collège des Jésuites à Dinant, puis entra à l’abbaye de Valdieu, de l’ordre des Prémontrés, où il fit profession en 1779. Il se rendit ensuite à Paris, y reçut la prêtrise et fut chargé par ses supérieurs d’enseigner la théologie dans diverses maisons de leur ordre.
Il prête serment à la Constitution civile du clergé et est un des vicaires généraux de Jean-Baptiste Gobel, évêque de Paris, en 1793. Il devient ensuite curé des Mureaux, près de Meulan (1811). Aumônier de la maison d'éducation de la Légion d'honneur, aux Loges, située aux Loges, dans la forêt de Saint-Germain, en 1822.
Il apporta de l'aide à Antoine-Alexandre Barbier, pour la rédaction du Dictionnaire des ouvrages anonymes et pseudonymes composés, traduits ou publiés en français, avec les noms des auteurs, traducteurs et éditeurs.
Il obtint, peu de temps après, la cure du Mesnil, qu’il desservit, tout en continuant à demeurer à Saint-Germain-en-Laye, jusqu'à son décès.

## Publications
- Notice historique et bibliographique sur Daniel Tilenus, ministre du Saint-Évangile à Sedan, précepteur de Turenne, Paris, 1806, in-8° broché, 31 p.. (le texte, en ligne, dans : A.-L. Millin, Magasin encyclopédique ou journal des sciences, des lettres & des arts, 1806, vol. 5, p. 249–279)
- Biographie ardennaise ou Histoire des Ardennais qui se sont fait remarquer par leurs écrits, leurs actions, leurs vertus et leurs erreurs, 2 vol., Paris, 1830. (volume 1, en ligne  &  volume 2, en ligne)